# Celles (Charente-Maritime)
Celles település Franciaországban, Charente-Maritime megyében. Lakosainak száma 326 fő (2022. január 1.). Celles Ars, Gimeux, Salles-d’Angles, Coulonges, Lonzac és Saint-Martial-sur-Né községekkel határos.

## Népesség
A település népességének változása:
| Lakosok száma | 325  | 256  | 280  | 283  | 330  | 330  | 323  | 321  | 321  | 326  |
|               | 1968 | 1982 | 1990 | 2006 | 2013 | 2015 | 2017 | 2019 | 2020 | 2022 |